# Swiss Open Gstaad 2000 - Qualificazioni singolare
Le qualificazioni del singolare  dello  Swiss Open Gstaad 2000 sono state un torneo di tennis preliminare per accedere alla fase finale della manifestazione. I vincitori dell'ultimo turno sono entrati di diritto nel tabellone principale. In caso di ritiro di uno o più giocatori aventi diritto a questi sono subentrati i lucky loser, ossia i giocatori che hanno perso nell'ultimo turno ma che avevano una classifica più alta rispetto agli altri partecipanti che avevano comunque perso nel turno finale.
Le qualificazioni del torneo Swiss Open Gstaad 2000 prevedevano 26 partecipanti di cui 4 sono entrati nel tabellone principale.

## Teste di serie
1. Federico Browne (secondo turno)
2. Álex Calatrava (Qualificato)
3. Ján Krošlák (secondo turno)
4. Oliver Gross (secondo turno)

1. Sergi Bruguera (Qualificato)
2. Michael Kohlmann (ultimo turno)
3. Herbert Wiltschnig (ultimo turno)
4. Rogier Wassen (secondo turno)

## Qualificati
1. Lucas Arnold Ker
2. Álex Calatrava

1. Sergi Bruguera
2. Nicolas Thomann

## Tabellone

### Legenda
| - Q = Qualificato - WC = Wild card - LL = Lucky loser | - ALT = Alternate - SE = Special Exempt - PR = Protected Ranking | - w/o = Walkover - r = Ritirato - d = Squalificato |

### Sezione 1
|  | Primo turno       | Primo turno       | Primo turno      | Primo turno | Primo turno |  |  | Secondo turno | Secondo turno     | Secondo turno     | Secondo turno     | Secondo turno |   |     | Ultimo turno     | Ultimo turno     | Ultimo turno | Ultimo turno | Ultimo turno |  |
|  |                   |                   |                  |             |             |  |  |               |                   |                   |                   |               |   |     |                  |                  |              |              |              |  |
|  |                   |                   |                  |             |             |  |  |               |                   |                   |                   |               |   |     |                  |                  |              |              |              |  |
|  |                   |                   |                  |             |             |  |  | 1             | Federico Browne   | Federico Browne   | 5                 | 6             |   |     |                  |                  |              |              |              |  |
|  | Lucas Arnold Ker  | Lucas Arnold Ker  | Lucas Arnold Ker | 6           | 6           |  |  |               | Lucas Arnold Ker  | Lucas Arnold Ker  | 7                 | 7             |   |     |                  |                  |              |              |              |  |
|  | Severin Lüthi     | Severin Lüthi     | Severin Lüthi    | 1           | 3           |  |  |               |                   |                   |                   |               |   |     | Lucas Arnold Ker | Lucas Arnold Ker | 69           | 6            | 7            |  |
|  | Marco Chiudinelli | Marco Chiudinelli | 6                | 6(1)        | 6           |  |  |               |                   | Marco Chiudinelli | Marco Chiudinelli | 7             | 2 | 610 |                  |                  |              |              |              |  |
|  | Davide Scala      | Davide Scala      | 3                | 7           | 4           |  |  |               | Marco Chiudinelli | Marco Chiudinelli | 6                 | 6             |   |     |                  |                  |              |              |              |  |
|  | 8                 | Rogier Wassen     | Rogier Wassen    | 6           | 6           |  |  | 8             | Rogier Wassen     | Rogier Wassen     | 1                 | 4             |   |     |                  |                  |              |              |              |  |
|  |                   | Eric Taino        | Eric Taino       | 4           | 1           |  |  |               |                   |                   |                   |               |   |     |                  |                  |              |              |              |  |

### Sezione 2
|  | Primo turno    | Primo turno        | Primo turno        | Primo turno | Primo turno |  |  | Secondo turno | Secondo turno      | Secondo turno  | Secondo turno      | Secondo turno      |   |   | Ultimo turno | Ultimo turno   | Ultimo turno   | Ultimo turno | Ultimo turno |  |
|  |                |                    |                    |             |             |  |  |               |                    |                |                    |                    |   |   |              |                |                |              |              |  |
|  |                |                    |                    |             |             |  |  |               |                    |                |                    |                    |   |   |              |                |                |              |              |  |
|  |                |                    |                    |             |             |  |  | 2             | Álex Calatrava     | Álex Calatrava | 6                  | 6                  |   |   |              |                |                |              |              |  |
|  | Martin Sinner  | Martin Sinner      | 6                  | 5           | 6           |  |  |               | Martin Sinner      | Martin Sinner  | 3                  | 4                  |   |   |              |                |                |              |              |  |
|  | Sándor Noszály | Sándor Noszály     | 4                  | 7           | 2           |  |  |               |                    |                |                    |                    |   |   | 2            | Álex Calatrava | Álex Calatrava | 6            | 7            |  |
|  | Sander Groen   | Sander Groen       | Sander Groen       | 7           | 6           |  |  |               |                    | 7              | Herbert Wiltschnig | Herbert Wiltschnig | 4 | 5 |              |                |                |              |              |  |
|  | Gordon Uehling | Gordon Uehling     | Gordon Uehling     | 5           | 4           |  |  |               | Sander Groen       | 6              | 3                  | 4                  |   |   |              |                |                |              |              |  |
|  | 7              | Herbert Wiltschnig | Herbert Wiltschnig | 6           | 6           |  |  | 7             | Herbert Wiltschnig | 4              | 6                  | 6                  |   |   |              |                |                |              |              |  |
|  |                | Will Ritter        | Will Ritter        | 0           | 0           |  |  |               |                    |                |                    |                    |   |   |              |                |                |              |              |  |

### Sezione 3
|  | Primo turno          | Primo turno          | Primo turno         | Primo turno | Primo turno |  |  | Secondo turno | Secondo turno       | Secondo turno       | Secondo turno  | Secondo turno  |   |   | Ultimo turno | Ultimo turno | Ultimo turno | Ultimo turno | Ultimo turno |  |
|  |                      |                      |                     |             |             |  |  |               |                     |                     |                |                |   |   |              |              |              |              |              |  |
|  |                      |                      |                     |             |             |  |  |               |                     |                     |                |                |   |   |              |              |              |              |              |  |
|  |                      |                      |                     |             |             |  |  | 3             | Ján Krošlák         | 6                   | 2              | 6              |   |   |              |              |              |              |              |  |
|  | Jun Kato             | Jun Kato             | 7                   | 2           | 6           |  |  |               | Jun Kato            | 3                   | 6              | 7              |   |   |              |              |              |              |              |  |
|  | Jean-Claude Scherrer | Jean-Claude Scherrer | 5                   | 6           | 2           |  |  |               |                     |                     |                |                |   |   |              | Jun Kato     | Jun Kato     | 63           | 3            |  |
|  | Marc-Kevin Goellner  | Marc-Kevin Goellner  | Marc-Kevin Goellner | 6           | 6           |  |  |               |                     | 5                   | Sergi Bruguera | Sergi Bruguera | 7 | 6 |              |              |              |              |              |  |
|  | Ruben Fernandez-Gil  | Ruben Fernandez-Gil  | Ruben Fernandez-Gil | 3           | 3           |  |  |               | Marc-Kevin Goellner | Marc-Kevin Goellner | 4              | 2              |   |   |              |              |              |              |              |  |
|  |                      |                      |                     |             |             |  |  | 5             | Sergi Bruguera      | Sergi Bruguera      | 6              | 6              |   |   |              |              |              |              |              |  |
|  |                      |                      |                     |             |             |  |  |               |                     |                     |                |                |   |   |              |              |              |              |              |  |

### Sezione 4
|  | Primo turno     | Primo turno     | Primo turno     | Primo turno | Primo turno |  |  | Secondo turno | Secondo turno    | Secondo turno    | Secondo turno    | Secondo turno    |   |   | Ultimo turno | Ultimo turno    | Ultimo turno    | Ultimo turno | Ultimo turno |  |
|  |                 |                 |                 |             |             |  |  |               |                  |                  |                  |                  |   |   |              |                 |                 |              |              |  |
|  |                 |                 |                 |             |             |  |  |               |                  |                  |                  |                  |   |   |              |                 |                 |              |              |  |
|  |                 |                 |                 |             |             |  |  | 4             | Oliver Gross     | Oliver Gross     | 1                | 1                |   |   |              |                 |                 |              |              |  |
|  | Nicolas Thomann | Nicolas Thomann | Nicolas Thomann | 6           | 6           |  |  |               | Nicolas Thomann  | Nicolas Thomann  | 6                | 6                |   |   |              |                 |                 |              |              |  |
|  | Chris Haggard   | Chris Haggard   | Chris Haggard   | 1           | 2           |  |  |               |                  |                  |                  |                  |   |   |              | Nicolas Thomann | Nicolas Thomann | 6            | 6            |  |
|  | Daniel Orsanic  | Daniel Orsanic  | 5               | 7           | 6           |  |  |               |                  | 6                | Michael Kohlmann | Michael Kohlmann | 3 | 3 |              |                 |                 |              |              |  |
|  | Marzio Martelli | Marzio Martelli | 7               | 6           | 4           |  |  |               | Daniel Orsanic   | Daniel Orsanic   | 3                | 5                |   |   |              |                 |                 |              |              |  |
|  |                 |                 |                 |             |             |  |  | 6             | Michael Kohlmann | Michael Kohlmann | 6                | 7                |   |   |              |                 |                 |              |              |  |
|  |                 |                 |                 |             |             |  |  |               |                  |                  |                  |                  |   |   |              |                 |                 |              |              |  |